# Waspo Stettin
Waspo Stettin (również Wassersportfreunde Pomerania), to nieistniejący już niemiecki klub pływacki mający siedzibę w Szczecinie. W skład komitetu założycielskiego wchodził m.in. Hermann Dahl. W latach 30. XX wieku, klub wychował trzech mistrzów Niemiec: Hansa Gauke, Gerharda Nüskego i Manfreda Laskowskiego. 
Klub trenował na kąpielisku Waldowshof, nad rzeką Duńczycą, w okolicy Wyspy Grodzkiej.
Mistrzowie Niemiec w pływaniu mężczyzn z 1934, 1935 i 1939 roku.
Klub został rozwiązany w 1945]roku, z powodu przejęcia miasta przez Armię Radziecką.